# تنظيم وحدات القوات الجوية للولايات المتحدة في حرب الخليج الثانية

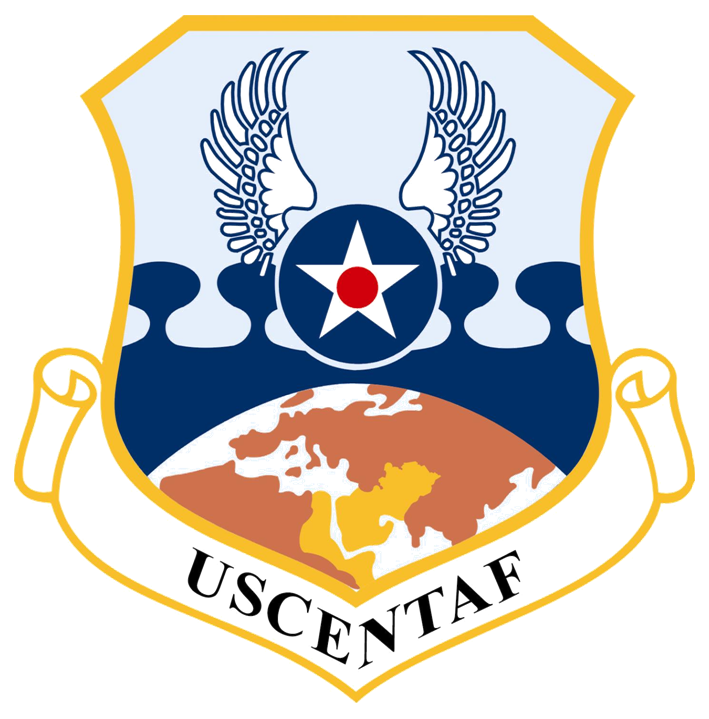
شعار قيادة القوات الجوية المركزية للولايات المتحدة الأمريكية في عام 1990.

كانت حرب الخليج الثانية هي المشاركة الكبيرة القتالية الأخيرة للقوات الجوية الأمريكية في القرن 20. القيادة والسيطرة على القوات المتحالفة المنتشرة في منطقة الشرق الأوسط في البداية كجزء من عملية درع الصحراء والانخراط في وقت لاحق في العمليات القتالية خلال عملية عاصفة الصحراء التي نفذتها دول وسط قيادة القوات المتحدة للطيران المكون من القوات الجوية الأمريكية المشتركة في القيادة المركزية الأمريكية.
تم نشر وحدات القوة الجوية الأمريكية في البداية في المملكة العربية السعودية في أغسطس 1990 من أجل الدفاع عن المملكة. في نوفمبر 1990 تم اتخاذ قرار لتعزيز القوة إلى قوة هجومية وصدر أمر بنشر وحدات إضافية للقوات الجوية. نتيجة لذلك وضعت القوات الجوية جدول لمنع رفع الكثير من التقارير المباشرة إلى مقر القيادة الجوية. كانت على النحو التالي:
- الفرقة الجوية 14 (مؤقتة): نشرت في المقام الأول القيادة الجوية التكتيكية والقوات الجوية الأمريكية في وحدة أوروبا مهمتها تدمير قوات العدو الجوية والصاروخية والأرضية وأهداف البنية التحتية للعدو. لإنجاز هذه المهمة سيطرت الفرقة 14 بطائرات إيه-10 ثاندر بولت الثانية وإف-15 إيغل وجنرال دايناميكس إف-16 فايتينغ فالكون وإف-111 آردفارك وجنرال ديناميكس / جرومان إيه إف-111أيه رافن وإف - 117 نايت هوك. قدمت الفرقة أيضا الحرب الإلكترونية والاستطلاع والدعم للتزود بالوقود للقيادة الجوية الاستراتيجية.
- الفرقة الجوية 15 (مؤقتة): نشر وحدات القيادة الجوية التكتيكية مع استطلاع ومهام الحرب الإلكترونية التي تركز على هزيمة الدفاعات الجوية للقاعدة الأرضية للعدو وزيادة فعالية التشكيلات الودية. تضمنت طائرات إف-4 فانتوم الثانية وإف-4جي فانتوم الثانية ولوكهيد إيه سي-130سي نداء البوصلة واثنين من نورثروب غرومان إي-8 المشتركة ستارز.
- الفرقة الجوية 16 (مؤقتة): السيطرة على قيادة النقل الجوي العسكري بواسطة لوكهيد سي-130 هيركوليز والإخلاء الطبي الجوي والعمليات الخاصة. تطبق الحرب الإلكترونية الاستراتيجية من خلال وحدات الاستطلاع المرافقة.
- الفرقة الجوية 17 (مؤقتة): المسئولة عن التزود بالوقود الجوي المؤقت في المقام الأول التي تم إنشاؤها من بوينغ كيه سي -135 وماكدونل دوغلاس كيه سي-10 إكستندر للقوات الجوية الخامسة عشرة التابعة للقيادة الجوية الاستراتيجية والحرس الوطني الجوي.
- الفرقة الجوية 7: مسئولة عن التزود بالوقود جوا من خلال بي-52 ستراتوفورتريس.
- الجناح المركب 7440: هي القوات الجوية الأمريكية في أوروبا والقوات الجوية في أفريقيا التي قامت بمهمات قتالية على شمال ووسط العراق من قاعدة إنجرليك الجوية في تركيا.

## ما حدث بعد ذلك
بعد نهاية العمليات القتالية فإن معظم القوات القتالية من القوات الجوية عادت إلى محطاتهم. الفرق الجوية المؤقتة التي أنشئت عطلت مما يعني أن القوات الجوية الأمريكية لا تحتفظ بها. في 13 مارس 1991 ينشط جناح 4404 في قاعدة الأمير سلطان الجوية في الخرج ليحل محل الفرق الجوية.
التأثير طويل الأمد للنشر وتنظيم أجنحة القوات الجوية والمجموعات أدى في نهاية المطاف إلى إعادة تنظيم سلاح الجو على نطاق واسع من هيكل قيادة الحرب الباردة. ما أدى إلى إنشاء الهيكل التنظيمي الحديث للقوات الموجود اليوم. وضعت وحدات القوات الجوية الاستطلاعية التي تم تنشيطها والمعطلة حسب الحاجة لدعم النشر لتحل محل الوحدات المؤقتة من حرب الخليج الثانية.

### الفرقة الجوية 14
خدم العميد باستر فلوسون كقائد للفرقة الجوية 14 (المؤقتة) ومدير خطط حملة وسط قيادة القوات الجوية الأمريكية في الرياض عاصمة المملكة العربية السعودية.
- جناح المقاتلات التكتيكية (المؤقتة)

نشر من قاعدة لانغلي الجوية بولاية فرجينيا.
المقر الرئيسي: قاعدة الملك عبد العزيز الجوية في الظهران بالمملكة العربية السعودية 26°15′55″N 50°09′07″E / 26.26528°N 50.15194°E
| سرب طائرات                 | كود الذيل | نوع الطائرة  | الملاحظات                                    |
| -------------------------- | --------- | ------------ | -------------------------------------------- |
| 27 سرب المقاتلات           | إف إف     | إف-15سي إيغل | النشر: 8 أغسطس 1990 – 8 مارس 1991 (24 طائرة) |
| 71 سرب المقاتلات التدريبية | إف إف     | إف-15سي إيغل | النشر: 7 أغسطس 1990 – 8 مارس 1991 (24 طائرة) |

- جناح المقاتلات التكتيكية الرابع (المؤقتة)

النشر من قاعدة سيمور جونسون الجوية في نورث كارولينا.
المقر الرئيسي: قاعدة الأمير سلطان الجوية في الخرج بالمملكة العربية السعودية 24°03′46″N 047°34′50″E / 24.06278°N 47.58056°E
| سرب طائرات        | كود الذيل | نوع الطائرة            | الملاحظات |
| ----------------- | --------- | ---------------------- | --- |
| السرب المقاتل 335 | إس جاي    | إف-15إي إيغل هجومية    | النشر: 27 ديسمبر 1990 – 24 يونيو 1991 (24 طائرة)                                                               |
| السرب المقاتل 336 | إس جاي    | إف-15إي إيغل هجومية    | النشر: *18 ديسمبر 1990- 13 مارس 1991 (24 Aircraft)*نقلت من ثمريت, عمان 8 أغسطس 1990-18 ديسمبر 1990             |
| السرب المقاتل 138 | إن واي    | إف-16أيه فالكون هجومية | نشرت من السرب المقاتل 174، مطار سيراكيوز هانكوك الدولي، الحرس الوطني الجوي بنيويورك (16 طائرة)                 |
| السرب المقاتل 157 | إس سي     | إف-16أيه فالكون هجومية | نشرت من السرب المقاتل 169، قاعدة الحرس الوطني المشترك ماك إنتاير، الحرس الوطني الجوي بساوث كارولينا (24 طائرة) |

- الجناح المقاتل 33 (المؤقتة)

نشر من قاعدة إيجلين الجوية في فلوريدا.
المقر الرئيسي: قاعدة الملك فيصل البحرية في تبوك 28°21′56″N 036°37′08″E / 28.36556°N 36.61889°E
| سرب طائرات       | كود الذيل | نوع الطائرة  | الملاحظات                                     |
| ---------------- | --------- | ------------ | --------------------------------------------- |
| السرب المقاتل 58 | إي جي     | إف-15سي إيغل | نشر: 28 أغسطس 1990 – 12 أبريل 1991 (24 طائرة) |

- الجناح المقاتل 37 (المؤقتة)

المنتشر من مطار تونوباه تيست رانج، نيفادا
قاعدة الملك خالد الجوية، في خميس مشيط بالمملكة العربية السعودية 18°17′59″N 042°48′09″E / 18.29972°N 42.80250°E
| سرب طائرات        | كود الذيل | نوع الطائرة       | الملاحظات                                      |
| ----------------- | --------- | ----------------- | ---------------------------------------------- |
| السرب المقاتل 415 | تي آر     | إف-117أيه نايتهوك | النشر: 19 أغسطس 1990 – 1 أبريل 1991 (18 طائرة) |
| السرب المقاتل 416 | تي آر     | إف-117أيه نايتهوك | النشر: 19 أغسطس 1990 – 1 أبريل 1991 (18 طائرة) |
| السرب المقاتل 417 | تي آر     | إف-117أيه نايتهوك | النشر: 19 أغسطس 1990 – 1 أبريل 1991 (6 طائرة)  |

- الجناح المقاتل 48 (المؤقتة)

نشر من سلاح الجو الملكي البريطاني ليكينهيد، إنجلترا
المقر الرئيسي: قاعدة الملك فهد الجوية في الطائف بالمملكة العربية السعودية 21°28′59″N 040°32′39″E / 21.48306°N 40.54417°E
| سرب طائرات                   | كود الذيل | نوع الطائرة | الملاحظات |
| ---------------------------- | --------- | ----------- | --- |
| السرب المقاتل 492            | إل إن     | إف-111إف    | النشر: 2 سبتمبر 1990 – 15 مارس 1991 (22 طائرة) |
| السرب المقاتل 493            | إل إن     | إف-111إف    | النشر: 2 سبتمبر 1990 – 15 مارس 1991 (22 طائرة) |
| السرب المقاتل 494            | إل إن     | إف-111إف    | النشر: 2 سبتمبر 1990 – 15 مارس 1991 (22 طائرة) |
| السرب المقاتل الإلكتروني 42  | يو إتش    | إي إف-111   | النشر من الجناح الجوي 66 من سيمباخ كاسيرني بألمانيا والجناح المقاتل 20 من سلاج الجو الملكي أبر هيفورد بالمملكة المتحدة: 2 سبتمبر 1990 – 15 مارس 1991 (5 طائرة) |
| السرب المقاتل الإلكتروني 390 | إم أو     | إي إف-111   | نشر من الجناح المقاتل التكتيكي 366 من قاعدة مونتين هوم الجوية بأيداهو, 17 يناير 1991 – 6 مارس 1991 (5 طائرة)                                                   |

- الجناح المقاتل التكتيكي 354 (المؤقتة)

نشر من قاعدة ميرتل بيتش الجوية، ساوث كارولينا
المقر الرئيسي: مطار الملك فهد الدولي في الدمام بالمملكة العربية السعودية 26°28′16″N 049°47′52″E / 26.47111°N 49.79778°E
| سرب طائرات                      | كود الذيل | نوع الطائرة           | الملاحظات |
| ------------------------------- | --------- | --------------------- | --- |
| السرب المقاتل التكتيكي 353      | إم بي     | أيه-10 ثاندربيلت 2    | النشر: 15 أغسطس 1990 – 25 مارس 1991 (24 طائرة) |
| السرب المقاتل التكتيكي 355      | إم بي     | أيه-10 ثاندربيلت 2    | النشر: 15 أغسطس 1990 – 25 مارس 1991 (24 طائرة) |
| السرب المقاتل التكتيكي 74       | إي إل     | أيه-10 ثاندربيلت 2    | النشر من الجناح المقاتل التكتيكي 23 بقاعدة إنغلاند الجوية بلويزيانا, 29 أغسطس 1990 - 20 أبريل 1991 (24 طائرة)                                                                    |
| السرب المقاتل التكتيكي 76       | إي إل     | أيه-10 ثاندربيلت 2    | النشر من الجناح المقاتل التكتيكي 23 بقاعدة إنغلاند الجوية بلويزيانا, 29 أغسطس 1990 - 20 أبريل 1991 (24 طائرة)                                                                    |
| السرب المساند الجوي التكتيكي 23 | إن إف     | أو أيه-10 ثاندربولت 2 | النشر من الجناح المقاتل التكتيكي 355 بقاعدة ديفيز-مونثان الجوية بأريزونا, 29 أغسطس 1990 - 20 أبريل 1991 (24 طائرة)                                                               |
| السرب المقاتل التكتيكي 511      | أيه آر    | أيه-10 ثاندربيلت 2    | النشر من الجناح المقاتل التكتيكي 10 بسلاح الجو الملكي ألكونبوري بإنجلترا, 15 أغسطس 1990 - 25 مارس 1991 (24 طائرة)                                                                |
| السرب المقاتل التكتيكي 706      | إن أو     | أيه-10 ثاندربيلت 2    | النشر من المجموعة المقاتلة التكتيكية 926 بالمحطة الجوية البحرية المشتركة الاحتياطي قاعدة في نيو أورليانز من الحرس الوطني الجوي لويزيانا, 15 أغسطس 1990 - 25 مارس 1991 (24 طائرة) |

- الجناح المقاتل التكتيكي 363 (المؤقتة)

نشر من قاعدة شو الجوية، ولاية كارولينا الجنوبية
المقر الرئيسي: قاعدة الظفرة الجوية في أبوظبي بالإمارات العربية المتحدة 24°14′53″N 054°32′51″E / 24.24806°N 54.54750°E
| سرب طائرات                     | كود الذيل | نوع الطائرة            | الملاحظات |
| ------------------------------ | --------- | ---------------------- | --- |
| السرب المقاتل التكتيكي 17      | إس دبليو  | إف-16سي فالكون المقاتل | النشر: 9 أغسطس 1990 – 13 مارس 1991 (24 طائرة) |
| السرب المقاتل التكتيكي 33      | إس دبليو  | إف-16سي فالكون المقاتل | النشر: 9 أغسطس 1990 – 13 مارس 1991 (24 طائرة) |
| السرب المقاتل التكتيكي 10      | إنش آر    | إف-16سي فالكون المقاتل | النشر من الجناح المقاتل التكتيكي 50 من قاعدة هان الجوية بألمانيا, 28 ديسمبر 1990 – 10 مايو 1991 (24 طائرة)                                                             |
| سرب التزويد بالوقود الجوي 1705 |           | كيه سي-135 ستراتوتانكر | ارتبط بالفرقة الجوية 7. تتألف من عناصر سرب التزود بالوقود الجوي 11 بألتوس, سرب التزود بالوقود الجوي 905 (غراند فوركس), سرب التزود بالوقود الجوي 924 (كاسل). (7 طائرات) |

- الجناح المقاتل التكتيكي 388 (المؤقتة)

نشر من قاعدة هيل الجوية، يوتا
المقر الرئيسي: قاعدة المنهاد الجوية في دبي بالإمارات العربية المتحدة 25°01′36.55″N 055°21′58.48″E / 25.0268194°N 55.3662444°E
| سرب طائرات                 | كود الذيل | نوع الطائرة             | الملاحظات |
| -------------------------- | --------- | ----------------------- | --- |
| السرب المقاتل التكتيكي 4   | إتش إل    | إف-16سي فالكون المقاتل  | النشر: 28 أغسطس 1990 - 27 مارس 1991 |
| السرب المقاتل التكتيكي 421 | إتش إل    | إف-16سي فالكون المقاتل  | النشر: 28 أغسطس 1990 – 27 مارس 1991 |
| السرب المقاتل التكتيكي 69  | إم واي    | إف-16سي فالكون المقاتل  | النشر من الجناح المقاتل التكتيكي 347 من قاعدة مودي الجوية بولاية جورجيا, 8–28 يناير 1991. يقع في مطار الملك فهد الدولي, 29 يناير - 4 مارس 1991 |
| السرب المقاتل التكتيكي 159 | إف إل     | إف-16أيه فالكون المقاتل | النشر من المجموعة المقاتلة الاعتراضية 125 من مطار جاكسونفيل الدولي بالحرس الوطني الجوي فلوريدا                                                 |
| السرب المقاتل التكتيكي 163 | إف دبليو  | إف-16أيه فالكون المقاتل | النشر من المجموعة المقاتلة التكتيكية 122 بمطار فورت واين الدولي بالحرس الوطني إنديانا                                                          |
| السرب المقاتل التكتيكي 174 | إتش أيه   | إف-16أيه فالكون المقاتل | نشر من المجموعة المقاتلة التكتيكية 185 بمطار سيوكس سيتي بالحرس الوطني آيوا                                                                     |
| السرب المقاتل التكتيكي 182 | إس أيه    | إف-16أيه فالكون المقاتل | نشر من الجناح المقاتل التكتيكي 149 بمطار كيلي بالحرس الوطني تكساس                                                                              |

- الجناح المقاتل التكتيكي 401 (المؤقتة)

نشر من قاعدة توريخون الجوية، إسبانيا
المقر الرئيسي: مطار الدوحة الدولي في قطر 24°03′46″N 047°34′50″E / 24.06278°N 47.58056°E
| سرب طائرات                 | كود الذيل | نوع الطائرة            | الملاحظات                                      |
| -------------------------- | --------- | ---------------------- | ---------------------------------------------- |
| السرب المقاتل التكتيكي 614 | تي جاي    | إف-16سي فالكون المقاتل | النشر: 28 أغسطس 1990 - 27 مارس 1991 (24 طائرة) |

- جناح الدعم التشغيلي 4410 (المؤقتة)

نشر من مطار إيغلين أوكس، فلوريدا
المقر الرئيسي: مدينة الملك خالد العسكرية، المملكة العربية السعودية 27°59′20″N 45°32′2″E / 27.98889°N 45.53389°E
| سرب طائرات              | كود الذيل | نوع الطائرة                | الملاحظات                                           |
| ----------------------- | --------- | -------------------------- | --------------------------------------------------- |
| سرب التحكم التكتيكي 728 |           | تي بي إس-43إي رادار تكتيكي | نشر: 8 أغسطس 1990 - 17 أبريل 1991 (440 طن/280 باكس) |

### الفرقة الجوية 15
- الجناح المقاتل التكتيكي 35 (المؤقتة)

نشر من قاعدة جورج الجوية، كاليفورنيا
المقر الرئيسي: مطار الدوحة الدولي في قطر
| سرب طائرات                    | كود الذيل   | نوع الطائرة        | الملاحظات |
| ----------------------------- | ----------- | ------------------ | --- |
| السرب المقاتل التكتيكي 561    | دبليو دبليو | إف-4جي فانتوم 2    | النشر: 16 أغسطس 1990-مارس 1991 (24 طائرة)                                                                    |
| السرب المقاتل التكتيكي 81     | إس بي       | إف-4جي فانتوم 2    | نشر من الجناح المقاتل التكتيكي 52 بقاعدة سبانغداهليم الجوية بألمانيا, 16 أغسطس 1990-مارس 1991 (24 طائرة)     |
| السرب الاستطلاعي التكتيكي 12  | بي بي       | آر إف-4سي فانتوم 2 | نشر من الجناح الاستطلاعي التكتيكي 67 بقاعدة بيرجستروم الجوية بتكساس, 14 يناير -10 مايو 1991 (6 طائرات)       |
| السرب الاستطلاعي التكتيكي 106 | بي إتش      | آر إف-4سي فانتوم 2 | نشر من الجناح الاستطلاعي التكتيكي 117 بمطار برمنغهام-شاتلزوورث الدولي بالحرس الوطني الجوي ألاباما (6 طائرات) |
| السرب الاستطلاعي التكتيكي 192 | آر جاي      | آر إف-4سي فانتوم 2 | نشر من المجموعة الاستطلاعية 152 بمطار رينو تاهو الدولي بالحرس الوطني الجوي نيفادا (6 طائرات)                 |

- جناح التحكم والتنبيه المحمول جوا 552 (المؤقتة)

نشر من قاعدة تينكر الجوية، أوكلاهوما
المقر الرئيسي: قاعدة الملك خالد الجوية في خميس مشيط بالمملكة العربية السعودية
| سرب طائرات                      | كود الذيل | نوع الطائرة | الملاحظات                             |
| ------------------------------- | --------- | ----------- | ------------------------------------- |
| سرب التحكم وقيادة المحمول جوا 7 |           | إي-3 سينتري | النشر: 17 يناير 1991 – 28 فبراير 1991 |

- السرب المكافح الإلكتروني 41 (المؤقتة)

نشر من قاعدة ديفيس-مونثان للقوات الجوية، أريزونا
المقر الرئيسي: مطار أبوظبي الدولي في أبوظبي بالإمارات العربية المتحدة 24°25′42″N 054°27′19″E / 24.42833°N 54.45528°E
إي سي-130إتش كومباس كول (كود الذيل: دي إم)، 27 أغسطس 1990-17 أبريل 1991
- سرب النجوم المشترك 4411

المقر الرئيسي: قاعدة الملك خالد الجوية في خميس مشيط بالمملكة العربية السعودية
إي-8أيه النجوم المشتركة، ديسمبر 1990-مارس 1991 (طائرتان)

### الفرقة الجوية 16
- الجناح التمويني التكتيكي 314 (المؤقتة)

نشر من قاعدة ليتل روك الجوية، أركنساس
المقر الرئيسي: قاعدة البطين الجوية، أبو ظبي، الإمارات العربية المتحدة
| سرب طائرات                 | كود الذيل | نوع الطائرة       | الملاحظات                          |
| -------------------------- | --------- | ----------------- | ---------------------------------- |
| السرب التمويني التكتيكي 50 | إل آر     | سي-130إي هيركوليز | النشر 14 أغسطس 1990 – 12 مايو 1991 |

- الجناح التمويني التكتيكي 317 (المؤقتة)

نشر من قاعدة البابا الجوية، ولاية كارولينا الشمالية
المقر الرئيسي: قاعدة ثمريت الجوية، عمان 17°39′57″N 054°01′28″E / 17.66583°N 54.02444°E
| سرب طائرات                    | كود الذيل | نوع الطائرة        | الملاحظات                                                  |
| ----------------------------- | --------- | ------------------ | ---------------------------------------------------------- |
| الجناح التمويني التكتيكي 1681 | بي بي     | سي-130إي هيركوليز. | 16 طائرة تتألف من عناصر السرب التمويني التكتيكي 39 و40 و41 |
| الجناح التمويني التكتيكي 1682 | بي بي     | سي-130إي هيركوليز. | 16 طائرة تتألف من عناصر السرب التمويني التكتيكي 39 و40 و41 |

- الجناح التمويني التكتيكي 435 (المؤقتة)

نشر من قاعدة راين ماين الجوية، ألمانيا
المقر الرئيسي: مطار العين، العين، الإمارات العربية المتحدة 24°15′41.0″N 55°36′32.7″E / 24.261389°N 55.609083°E
| سرب طائرات                   | كود الذيل | نوع الطائرة        | الملاحظات |
| ---------------------------- | --------- | ------------------ | --- |
| السرب التمويني التكتيكي 37   |           | سي-130إي هيركوليز  | النشر: 15 أغسطس 1990 – 20 مارس 1991 |
| السرب التمويني التكتيكي 1630 |           | سي-130إي هيركوليز  | 8 طائرات تتألف من عناصر من الجناح التمويني التكتيكي 130 بولاية فرجينيا الغربية (4 طائرات) و4 طائرات الجناح التمويني التكتيكي 181 من تكساس. النشر: أكتوبر 1990-24 يونيو 1991 |
| السرب التمويني التكتيكي 1632 |           | سي-130إتش هيركوليز | 8 طائرات تتألف من الجناح التمويني التكتيكي 180 من ميسوري. النشر: 28 ديسمبر 1990 – 24 يونيو 1991                                                                             |

- الجناح التمويني التكتيكي 1640 (المؤقتة)

انفصل عن القيادة المركزية العسكرية التموينية، قاعدة سكوت الجوية، إلينوي
المقر الرئيسي: قاعدة مصيرة الجوية، عمان 20°40′31″N 058°53′25″E / 20.67528°N 58.89028°E
| سرب طائرات                     | كود الذيل | نوع الطائرة            | الملاحظات |
| ------------------------------ | --------- | ---------------------- | --- |
| السرب التمويني التكتيكي 1640   | بي بي     | سي-130إي هيركوليز      | يتألف من عناصر الجناح التمويني التكتيكي 317، قاعدة البابا الجوية، ولاية كارولينا الشمالية. نشر: 15 أغسطس 1990 - 20 مارس 1991. |
| سرب التزويد بالوقود الجوي 1707 |           | كيه سي-135 ستراتوتانكر | انفضل عن الفرقة الجوية 7. تتكون من عناصر من أسراب التزويد بالوقود الجوي 901 و905 و919. (15 طائرة)                             |

- الجناح التمويني التكتيكي 1650 (المؤقتة)

انفصل عن القيادة المركزية العسكرية التموينية، قاعدة سكوت الجوية، إلينوي
المقر الرئيسي: مطار الشارقة الدولي، الشارقة، الإمارات العربية المتحدة 25°19′43″N 055°31′02″E / 25.32861°N 55.51722°E
| سرب طائرات                   | كود الذيل | نوع الطائرة       | الملاحظات |
| ---------------------------- | --------- | ----------------- | --- |
| السرب التمويني التكتيكي 1650 |           | سي-130إي هيركوليز | |
| سرب الإخلاء الطبي الجوي 1611 |           | سي-130إي هيركوليز | يتألف من عناصر سرب الإخلاء الطبي الجوي 1، قاعدة البابا الجوية، ولاية كارولينا الشمالية وسرب الإخلاء الطبي الجوي 2، قاعدة راين مين الجوية، ألمانيا. |

- المجموعة التموينية التكتيكية 1670 (المؤقتة)

انفصلت عن القيادة المركزية العسكرية التموينية، قاعدة سكوت الجوية، إلينوي
المقر الرئيسي: قاعدة الأمير سلطان الجوية، الخرج، المملكة العربية السعودية
| سرب طائرات                   | كود الذيل | نوع الطائرة       | الملاحظات |
| ---------------------------- | --------- | ----------------- | --- |
| السرب التمويني التكتيكي 1670 | دي واي    | سي-130إي هيركوليز | يتألف من عناصر السرب التمويني التكتيكي 773 والجناح التمويني التكتيكي 463، قاعدة دييس الجوية، تكساس (4 طائرات) |
| السرب التمويني التكتيكي 1671 | دي واي    | سي-130إي هيركوليز | يتألف من عناصر السرب التمويني التكتيكي 773 والجناح التمويني التكتيكي 463، قاعدة دييس الجوية، تكساس (4 طائرات) |

- قيادة العمليات الخاصة الجوية (المؤقتة)

انفصل عن مقر القيادة العسكرية، مطار هورلبورت، فلوريدا
المقر الرئيسي: مطار الملك فهد الدولي، الدمام، المملكة العربية السعودية
| سرب طائرات                      | نوع الطائرة                         | الملاحظات |
| ------------------------------- | ----------------------------------- | --- |
| سرب العمليات الخاصة 719         | أيه سي-130أيه سبيكتر حربي           | نشر من سرب 919، مطار دوك، فلوريدا |
| سرب العمليات الخاصة 16          | أيه سي-130إتش سبيكتر حربي           | نشر من السرب 1، مطار هورلبورت، فلوريدا |
| سرب العمليات الخاصة 850         | إم سي/إي سي-130 هيركوليز إم إتش-53J | يتكون من عناصر من السرب 1، مطار هورلبورت، فلوريدا. مجموعة العمليات الخاصة 919، مطار دوك، فلوريدا، مجموعة العمليات الخاصة 193، مطار هاريسبورغ الدولي، ولاية بنسلفانيا للحرس الوطني الجوي |
| السرب التمويني التكتيكي 1675    | سي-130 هيركوليز                     | |
| فوج الطيران العمليات الخاصة 160 | إم إتش-60, إم إتش-47                | وحدة جيش الولايات المتحدة، تقع في مطار الملك خالد الدولي |

السرب التمويني العسكري 1612 (المؤقتة)
انفصل عن مقر القيادة العسكرية الجوية، قاعدة سكوت الجوي، إلينوي
المقر الرئيسي: قاعدة الملك خالد الجوية، خميس مشيط، المملكة العربية السعودية
سي-21 ليرجيت، (8 طائرات)
سي-12 هورون (7 الطائرات)
آر يو-21 ليرجيت (7 الطائرات)
قدم نقل البعثة الجوية الخاصة لقيادة القوات الجوية / القيادة المركزية الأمريكية وكبار الشخصيات المدنية من دول التحالف والولايات المتحدة.

### الفرقة الجوية 17
- الجناح الاستراتيجي 1700 (المؤقتة)

انفصل عن الفرقة الجوية 7، قاعدة رامشتاين الجوية، ألمانيا
المقر الرئيسي: قاعدة الملك خالد الجوية، خميس مشيط، المملكة العربية السعودية
| السرب                             | نوع الطائرة             | الملاحظات |
| --------------------------------- | ----------------------- | --- |
| السرب الاستطلاعي الاستراتيجي 1700 | آر سي-135               | نشر من الجناح الاستطلاعي الاستراتيجي 55، قاعدة أوفات الجوية، نيبراسكا (4 طائرات)                                       |
| السرب الاستطلاعي الاستراتيجي 1704 | يو2/تي آر-1             | نشر من السرب الاستطلاعي 95، الجناح الاستطلاعي 17، قاعدة ألكونبوري الجوية، إنجلترا والذي يحمل الاسم الرمزي "سنام الجمل" |
| سرب التزويد بالوقود الجوي 1700    | كيه سي-135 ستراتوتانكر  | 10 طائرات مخصصة |
| سرب القصف 69                      | بي-52جي ستراتوفورتريسيس | النشر من جناح القصف 42، قاعدة لورينغ الجوية، مين (7 طائرات)                                                            |

- جناح التزويد بالوقود الجوي 1701 (المؤقتة)

المقر: قاعدة الملك عبد العزيز الجوية، جدة، المملكة العربية السعودية
| السرب                          | نوع الطائرة                  | الملاحظات |
| ------------------------------ | ---------------------------- | --- |
| سرب التزويد بالوقود الجوي 1709 | كيه سي-135إي/أيه ستراتوتانكر | النشر من سرب التزويد بالوقود الجوي 336، جناح التزويد بالوقود الجوي 452، قاعدة مارتش الجوية، كاليفورنيا (6 طائرات, 31 ديسمبر 1990, 5 يناير 1991-مارس 1991) النشر من جناح التزويد بالوقود الجوي 68، قاعدة سيمور جونسون الجوية، نورث كارولينا, (3 طائرات, 31 ديسمبر 1990-مارس 1991) النشر من سرب التزويد بالوقود الجوي 72، جناح التزويد بالوقود الجوي 434، قاعدة غريسوم الجوية، إنديانا (4 طائرات, 5 يناير 1991-مارس 1991) |
| سرب التزويد بالوقود الجوي 1710 | كيه سي-10 إكستيندر           | النشر من سرب التزويد بالوقود الجوي 336، جناح التزويد بالوقود الجوي 452، قاعدة مارتش الجوية، كاليفورنيا (6 طائرات, 31 ديسمبر 1990, 5 يناير 1991-مارس 1991) نشر من جناح التزويد بالوقوج الجوي 68، قاعدة سيمور جونسون الجوية، نورث كارولينا, (3 طائرات, 31 ديسمبر 1990-مارس 1991) |

- الجناح الاستراتيجي 1701 (المؤقت)

المقر: قاعدة الملك عبد العزيز الجوية، جدة، المملكة العربية السعودية 21°40′46″N 039°09′24″E / 21.67944°N 39.15667°E
| السرب                         | نوع الطائرة              | الملاحظات |
| ----------------------------- | ------------------------ | --- |
| سرب التزويد بالوقود الجوي 807 | كيه سي-135آر ستراتوتانكر | النشر من سرب التزويد بالوقود الجوي 90، جناح التزويد بالوقود الجوي 19، قاعدة روبينز الجوية، جورجيا (16 طائرة, 11 أغسطس 1990-مارس 1991) |

- جناح التزويد بالوقود الجوي 1702 (المؤقتة)

المقر الرئيسي: مطار السيب الدولي، مسقط، عمان 23°35′36″N 58°17′04″E / 23.59333°N 58.28444°E
| السرب                          | نوع الطائرة              | الملاحظات |
| ------------------------------ | ------------------------ | --- |
| سرب التزويد بالوقود الجوي 1702 | كيه سي-135آر ستراتوتانكر | النشر من سرب التزويد بالوقود الجوي 41، جناح القصف 416، قاعدة غريفيس الجوية، نيويورك (1 طائرة, 28 أغسطس 1990) النشر من سرب التزويد بالوقود الجوي 301، جناح التزويد بالوقود الجوي 301، قاعدة مالمستروم الجوية، مونتانا (1 طائرة, 29 أغسطس 1990) النشر من سرب التزويد بالوقود الجوي 905، جناح القصف 319، قاعدة غراند فوركس الجوية، نورث داكوتا (3 طائرات, 28 أغسطس 1990) - مارس 1991 |

- جناح التزويد بالوقود الجوي 1706 (المؤقتة)

المقر الرئيسي: مطار غرب القاهرة، مصر 30°06′59″N 30°54′55″E / 30.11639°N 30.91528°E
| السرب                          | نوع الطائرة              | الملاحظات |
| ------------------------------ | ------------------------ | --- |
| سرب التزويد بالوقود الجوي 1706 | كيه سي-135آر ستراتوتانكر | النشر من سرب التزويد بالوقود الجوي 905، جناح القصف 319، قاعدة غراند فوركس الجوية، نورث داكوتا, 28 سبتمبر 1990 - مارس 1991 (3 طائرات) النشر من الجناح الاستطلاعي الاستراتيجي 9، قاعدة بيل الجوية، كاليفورنيا, 9 أكتوبر 1990 - مارس 1991 |
|                                | كيه سي-135آر ستراتوتانكر | النشر من سرب التزويد بالوقود الجوي 126، جناح التزويد بالوقود الجوي 128، قاعدة الحرس الوطني فولك الجوية، الحرس الوطني الجوي ويسكونسين, 30 ديسمبر 1990 - مارس 1991 (10 طائرات) النشر من سرب التزويد بالوقود الجوي 116، جناح التزويد بالوقود الجوي 141، قاعدة فيرتشايلد الجوية، الحرس الوطني الجوي واشنطن, 30 ديسمبر 1990 - مارس 1991 (3 طائرات) |

- جناح القصف 1708 (المؤقتة)

المقر الرئيسي: قاعدة الملك عبد العزيز الجوية، جدة، المملكة العربية السعودية

20 ستراتوفورتريسيس بي-52جي. الوحدة الرائدة في جناح القصف 1708 في سرب القصف 524 وجناح القصف 379 من قاعدة وورتسميث الجوية، ميشيغان. وضعت الطائرات والطواقم أيضا من سرب القصف 62 و596 وجناح القصف 2 في قاعدة باركسدال الجوية، لويزيانا. سرب القصف 69 وجناح القصف 42 في قاعدة لورينغ الجوية، مين. سرب القصف 328 وجناح القصف 93 في قاعدة كاسل الجوية، كاليفورنيا. سرب القصف 668 وجناح القصف 416 في قاعدة غريفيس الجوية، نيويورك. تم نقل ست طائرات من جناح القصف 42 إلى جدة من دييغو غارسيا في 17 يناير و10 طائرات أخرى طارت من وورثسميث، بمهاجمة أهداف في الطريق. على الرغم من أن الانطلاق من وورثسميث من قبل طاقم جناح القصف 379 فإن ثلاث طائرات جاءت من جناح القصف 93 في كاسل وطارتين من جناح القصف 42 في لورينغ.
| السرب | نوع الطائرة           | الملاحظات |
| ----- | --------------------- | --- |
|       | بي-52جي ستراتوفورتريس | النشر من سرب القصف 524/جناح القصف 379، (5 طائرات); سرب القصف 668/جناح القصف 416 (3 طائرات); سرب القصف 596/جناح القصف 2 (1 طائرة) |
|       | بي-52جي ستراتوفورتريس | النشر من سرب القصف 69/جناح القصف 42، (5 طائرات); سرب القصف 328/جناح القصف 93 (3 طائرات); سرب القصف 668/جناح القصف 416 (1 طائرة)  |

- جناح التزويد بالوقود الجوي 1709 (المؤقتة)

المقر: قاعدة الملك عبد العزيز الجوية، جدة، المملكة العربية السعودية
| السرب | نوع الطائرة                  | الملاحظات |
| ----- | ---------------------------- | --- |
|       | كيه سي-135أيه/إي ستراتوتانكر | يتألف من 13 ناقلة من الحرس الوطني الجوي. الناقلات الأولى وصلت جدة في أغسطس 1990-مارس 1991 (76 طائرة) كانت الوحدات التي نشرت هي: - جناح التزويد بالوقود الجوي 101، قاعدة الحرس الوطني الجوي بانغور، الحرس الوطني الجوي مين - جناح التزويد بالوقود الجوي 126، قاعدة الحرس الوطني الجوي أوهير، الحرس الوطني الجوي إلينوي - مجموعة التزويد بالوقود الجوي 128، مطار جنرال ميتشل الدولي، الحرس الوطني الجوي ويسكونسن - مجموعة التزويد بالوقود الجوي 134، قاعدة الحرس الوطني ماكغي تايسون الجوية، الحرس الوطني الجوي تينيسي - مجموعة التزويد بالوقود الجوي 141، قاعدة فيرتشايلد الجوية، الحرس الوطني الجوي واشنطن - مجموعة التزويد بالوقود الجوي 151، مطار سولت لايك سيتي الدولي، الحرس الوطني الجوي يوتا - مجموعة التزويد بالوقود الجوي 157، قاعدة بيس الجوية، الحرس الوطني الجوي نيو هامبشاير - مجموعة التزويد بالوقود الجوي 160، قاعدة الحرس الوطني ريكنبيكر الجوية، الحرس الوطني الجوي إنديانا - مجموعة التزويد بالوقود الجوي 161، مطار سكاي هاربور الدولي، الحرس الوطني الجوي أريزونا - مجموعة التزويد بالوقود الجوي 170، قاعدة ماجواير الجوية، الحرس الوطني الجوي نيو جيرسي - جناح التزويد بالوقود الجوي 171، قاعدة الحرس الوطني الجوي بيتسبرغ، الحرس الوطني الجوي بنسلفانيا - مجموعة التزويد بالوقود الجوي 190، قاعدة الحرس الوطني فوربس الجوية، الحرس الوطني الجوي كنساس |

- جناح التزويد بالوقود الجوي 1712 (المؤقتة)

المقر الرئيسي: قاعدة البنتين الجوية، أبو ظبي، الإمارات العربية المتحدة
| السرب                          | نوع الطائرة              | الملاحظات |
| ------------------------------ | ------------------------ | --- |
| سرب التزويد بالوقود الجوي 1712 | كيه سي-135إي ستراتوتانكر | النشر من جناح التزويد بالوقود الجوي 126، قاعدة سكوت الجوية، الحرس الوطني الجوي إلينوي. نشر 19 ديسمبر 1990-مارس 1991 |

- جناح التزويد بالوقود الجوي 1713 (المؤقتة)

المقر الرئيسي: قاعدة البنتين الجوية، أبو ظبي، الإمارات العربية المتحدة
| السرب                          | نوع الطائرة              | الملاحظات |
| ------------------------------ | ------------------------ | --- |
| سرب التزويد بالوقود الجوي 1713 | كيه سي-135إي ستراتوتانكر | النشر من جناح التزويد بالوقود الجوي 134، قاعدة الحرس الوطني ماكغي تايسون الجوية، الحرس الوطني الجوي تينيسي, 19 ديسمبر 1990 - مارس 1991 |

### الفرقة الجوية 7
- جناح التزويد بالوقود الجوي 801 (المؤقتة)

المقر الرئيسي: قاعدة مورون الجوية، أسبانيا 37°10′29″N 05°36′57″W / 37.17472°N 5.61583°W
| السرب                         | نوع الطائرة            | الملاحظات                                                                              |
| ----------------------------- | ---------------------- | -------------------------------------------------------------------------------------- |
| سرب التزويد بالوقود الجوي 801 | كيه سي-135 ستراتوتانكر | النشر من جناح القصف 2، قاعدة باركسدال الجوية، لويزيانا (15 طائرة) أغسطس 1990-مارس 1991 |

- جناح القصف 801 (المؤقتة)

المقر الرئيسي: قاعدة مورون الجوية، أسبانيا
جناح القصف 801 يتألف من 28 بي-52جي ستراتوفورتريسيس وتشكل نواة لجناح القصف 2 في قاعدة باركسدال الجوية، لويزيانا وطواقم سرب القصف 524 وجناح القصف 379 من قاعدة وورثسميث الجوية، ميشيغان وسرب القصف 668 وجناح القصف 416 في قاعدة غريفيس الجوية، نيويورك وسرب القصف 69 وجناح القصف 42 في قاعدة لورينغ الجوية، مين. طائرة بي-52جي من سرب القصف 340 وجناح القصف 97 في قاعدة إيكر الجوية، أركنساس.
| السرب         | نوع الطائرة           | الملاحظات |
| ------------- | --------------------- | --- |
| سرب القصف 801 | بي-52جي ستراتوفورتريس | النشر من جناح القصف 2 (7 طائرات); سرب القصف 69 وجناح القصف 42 (2 طائرة); سرب القصف 668 وجناح القصف 416 (8 طائرات) يناير – مارس 1991                   |
| سرب القصف 802 | بي-52جي ستراتوفورتريس | النشر من سرب القصف 524 وجناح القصف 379 (8 طائرات); سرب القصف 340 وجناح القصف 97 (1 طائرة); سرب القصف 524 وجناح القصف 379 (8 طائرات) يناير – مارس 1991 |

- جناح التزويد بالوقود الجوي 802 (المؤقتة)

المقر الرئيسي: مطار لاجيس، جزر الأزور، البرتغال 38°45′42″N 027°05′26″W / 38.76167°N 27.09056°W
| سرب                           | نوع الطائرة                                     | الملاحظات |
| ----------------------------- | ----------------------------------------------- | --- |
| سرب التزويد بالوقود الجوي 802 | كيه سي-135 ستراتوتانكر<بي آر>كيه سي-10 إكستيندر | تتألف الرحلات (أغسطس 1990-مارس 1991) من - جناح القصف 97, قاعدة أيكر الجوية, أركنساس (كيه سي-135) - جناح القصف 2, قاعدة باركسدال الجوية, لويزيانا (كيه سي-135) (كيه سي-10) - جناح القصف 92, قاعدة فيرتشايلد الجوية, واشنطن (كيه سي-135) - جناح القصف 7, قاعدة كارسويل الجوية, تيكساس (كيه سي-135) |

- جناح التزويد بالوقود الجوي 804 (المؤقتة)

المقر الرئيسي: قاعدة إنجرليك الجوية، تركيا 37°00′07″N 035°25′33″E / 37.00194°N 35.42583°E
| السرب                         | نوع الطائرة            | الملاحظات            |
| ----------------------------- | ---------------------- | -------------------- |
| سرب التزويد بالوقود الجوي 804 | كيه سي-135 ستراتوتانكر | أغسطس 1990-مارس 1991 |

- جناح القصف 806 (المؤقتة)

المقر الرئيسي: قاعدة فيرفورد، إنجلترا 51°40′56″N 001°47′24″W / 51.68222°N 1.79000°W
تم تشكيل جناح القصف 806 حول كادر من الطواقم الجوية والبرية التي توفرها جناح القصف 97، قاعدة إيكر الجوية، أركنساس. يتألف من ما مجموعه 11 بي-52جي ستراتوفورتريسيس، كما سحبت من سرب القصف 668 وجناح القصف 416 في قاعدة غريفيس الجوية، نيويورك؛ سرب القصف 596 وجناح القصف 1 في قاعدة باركسدال الجوية، لويزيانا، وسرب القصف 328 وجناح القصف 93 في في قاعدة كاسل الجوية، كاليفورنيا.
| السرب         | نوع الطائرة           | الملاحظات |
| ------------- | --------------------- | --- |
| سرب القصف 806 | بي-52جي ستراتوفورتريس | جناح القصف 97 (6 طائرات)، سرب القصف 596 وجناح القصف 2 (2 طائرة)، سرب القصف 668 وجناح القصف 416 (2 طائرة) سرب القصف 328 وجناح القصف 93 (1 طائرة) يناير - مارس 1991 |

- جناح التزويد بالوقود الجوي 807 (المؤقتة)

المقر الرئيسي: قاعدة إنجرليك الجوية، تركيا
| السرب                         | نوع الطائرة            | الملاحظات            |
| ----------------------------- | ---------------------- | -------------------- |
| سرب التزويد بالوقود الجوي 807 | كيه سي-135 ستراتوتانكر | أغسطس 1990-مارس 1991 |

- جناح التزويد بالوقود الجوي 810 (المؤقتة)

المقر الرئيسي: قاعدة إنجرليك الجوية، تركيا
| السرب                         | نوع الطائرة            | الملاحظات            |
| ----------------------------- | ---------------------- | -------------------- |
| سرب التزويد بالوقود الجوي 810 | كيه سي-135 ستراتوتانكر | أغسطس 1990-مارس 1991 |

- جناح القصف 4300 (المؤقتة)

المقر الرئيسي: دييغو غارسيا، إقليم المحيط الهندي البريطاني 7°18′48″S 72°24′40″E / 7.31333°S 72.41111°E
الوحدة الرائدة لجناح القصف 4300 هي سرب القصف 69 وجناح القصف 42 من مطار لورينغ الجوية، ماين. الطائرات أيضا سحبت من سرب القصف 328 وجناح القصف 93 في قاعدة كاسل الجوية، كاليفورنيا. تم نقل ست طائرات إلى جدة، المملكة العربية السعودية في 17 يناير 1991 وحلوا محلهم ستة بي-52جي من جناح القصف 1500 في قاعدة أندرسن الجوية، غوام.